# Territorialabtei Pannonhalma

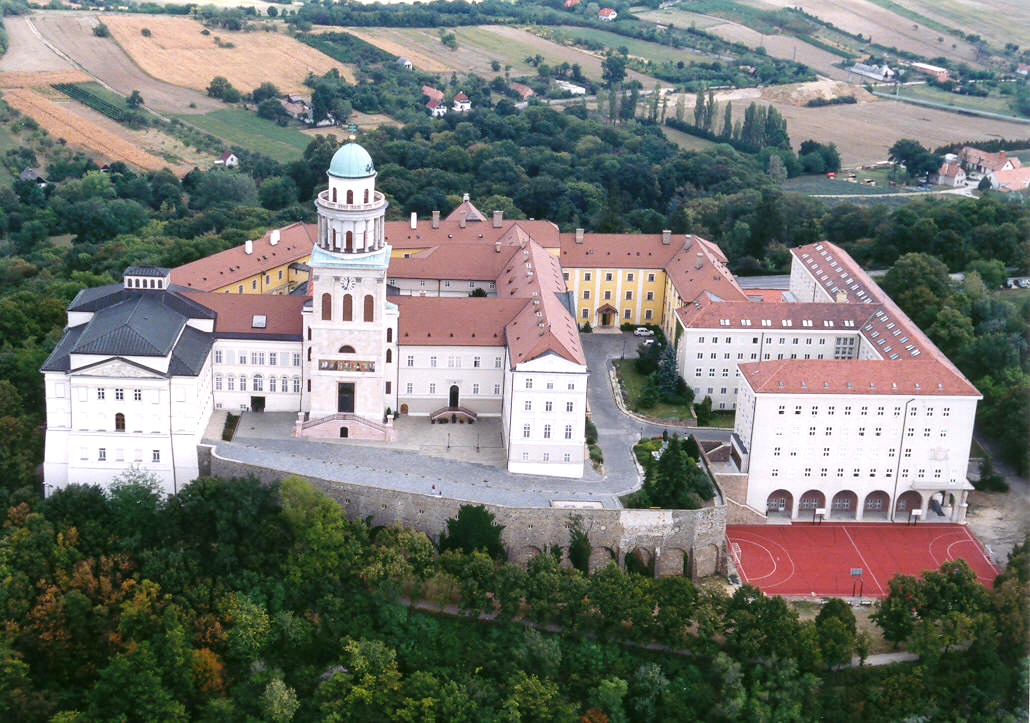
Erzabtei Pannonhalma

Die Erzabtei Pannonhalma (lateinisch Archiabbatia oder Territorialis Abbatia Sancti Martini in Monte Pannoniae, deutsch Erzabtei Martinsberg) ist eine in der ungarischen Gemeinde Pannonhalma gelegene Territorialabtei, die von Benediktinern bewohnt und bewirtschaftet wird.
Das immediate Benediktinerkloster befindet sich im Rang einer Erzabtei und ist das Stammkloster der Ungarischen Benediktinerkongregation.
Seit 1996 gehört die Abtei zum UNESCO-Welterbe.

## Geschichte des Klosters

### Name
Zur Zeit des römischen Pannoniens entstand in der Nähe des Martinsberges – dem späteren Standort des Klosters – eine römische Siedlung mit dem Namen Sabaria. Einige römische Steindenkmäler, die heute geschützt im Innenhof des Klosters aufbewahrt werden, sind frühe Zeugnisse der antiken regionalen Besiedlung. Während der Völkerwanderungszeit ging der antike Ort unter. Für das Selbstverständnis der mittelalterlichen Klostergründung war die Existenz Sabarias von großer Bedeutung, soll dort doch der lokalen Überlieferung nach der Heilige Martin um 316/317 geboren worden sein. Er gab der monastischen Gründung seinen Namen: Monasterium Sancti Martini – Kloster des Heiligen Martin. Da auch das heutige Szombathely in römischer Zeit Savaria hieß, wird bis heute über die wahre Herkunft des Heiligen diskutiert.
Den Namen Pannonhalma erhielt die Abtei erst seit 1823, als der ungarische Spracherneuerer Ferenc Kazinczy im Zuge der Magyarisierung erstmals diesen Begriff verwendete, den er aus dem in der Gründungsurkunde stehenden lateinischen Mons Sacer Pannoniae (Heiliger Berg Pannoniens) entwickelt hatte.

### Gründung und Mittelalter
Fürst Géza I. (940–997; Fürst von 972 bis 997) stiftete mit dem Kloster auf dem Heiligen Berg Pannoniens 996 das erste ungarische Benediktinerkloster, das schon während der Regierungszeit des ersten ungarischen Königs, Stephans I. (969–1038), zur Erzabtei erhoben wurde und seitdem als Zentrum des Benediktinerordens in Ungarn gilt. Die ersten an den Martinsberg geholten Patres waren bayerische Mönche aus der böhmischen Erzabtei Breunau, die erst kurz zuvor, 993, von Kloster Niederaltaich aus besiedelt worden war. Ziel der ungarischen Könige war es, von Pannonhalma aus ihr Volk zu christianisieren.
Stephan I. gewährte dem Kloster 1001/02 bedeutende Privilegien. Die zu diesem Anlass ausgestellte Urkunde ist bis heute das wertvollste Schriftdokument in Pannonhalma. Sie verpflichtete die Mönche für die Seligkeit des später heiliggesprochenen Königs und das Bestehen des Landes zu beten und unterstellte das Kloster unmittelbar dem Heiligen Stuhl in Rom. Diese Stellung besitzt Pannonhalma bis heute und auch die Benediktiner des Klosters beten noch immer täglich pro stabilitate regni – für das Bestehen des Landes.
Nach 1010 studierte der spätere Heilige Maurus am Kloster und wurde dort 1034 Abt, bevor er 1036 als Bischof nach Fünfkirchen ging.
1994 fanden wichtige archäologische Ausgrabungen unter dem Kirchturm statt. Es gelang, das westliche Sanktuarium der ersten steinernen romanischen Klosterkirche aufzudecken. Es wurde deutlich, dass bereits dieser Bau die Dimensionen der heute noch existierenden frühgotischen Klosterkirche besessen haben muss. Diese erste Kirche wurde wie die Klosterbauten im Jahr 1001 geweiht.
König Ladislaus I. (1048–1095) versammelte 1078 in Pannonhalma den ungarischen Adel. Die dort verhandelten Beschlüsse gingen in das sogenannte II. Gesetzbuch des Königs ein. Der bereits damals existierende Reichtum des Klosters geht aus einer 1093 entstandenen Urkunde hervor. Das Dokument enthält auch einen Bücherkatalog, der rund zweihundert Werke umfasst, die damals in der Klosterbibliothek einsehbar waren. Der Nachfolger von Ladislaus, Koloman (um 1070–1116), empfing 1097 den Heerführer des Ersten Kreuzzugs, Gottfried von Bouillon (um 1060–1100), am Martinsberg.
Zu den wichtigsten Klostervorstehern des Mittelalters gehört der von 1207 bis 1243 eingesetzte Abt Uros. Unter anderem vermehrte er die Klostergüter um ein Vielfaches und schuf Rechtssicherheiten. Möglicherweise aufgrund des herannahenden Mongolensturms ließ er die bedeutendsten achtzig Urkunden des Klosters in das sogenannte Liber Ruber (rotes Buch) kopieren. Heute stellt diese Sammlung die älteste Urkundensammlung Ungarns dar. Der Abt reiste fünfmal nach Rom und begleitete König Andreas II. (um 1177–1235) auf dem Fünften Kreuzzug in das Heilige Land. Daneben verteidigte er das Kloster siegreich gegen die anstürmenden Mongolen. Nachdem die alte Klosterkirche beschädigt und baufällig geworden war, weihte Uros Ende 1224 in Anwesenheit des Königs den 50 Meter langen, dreischiffigen frühgotischen Kirchenneubau, der bis heute im Wesentlichen erhalten geblieben ist. Neben ungarischen Handwerkern waren mutmaßlich auch Fachmänner vom Oberrhein und aus Nordfrankreich mit den Arbeiten beauftragt, zu denen auch eine Krypta zählte. Zu dem Bau gehört auch die Porta Speciosa, das einzige in Ungarn erhalten gebliebene frühgotische Seitenportal mit fünf Doppelsäulen und reich mit Blattwerk geschmückten Bögen. Es führt aus dem Kreuzgang in die Kirche. 1994 wurde an der zur Kirche gehörenden Wand des Kreuzgangs ein in der luccanischen Tradition stehendes Volto Santo-Fresko entdeckt, das im 14./15. Jahrhundert entstanden ist.

Mittelalterliche Gebäude und Bauteile
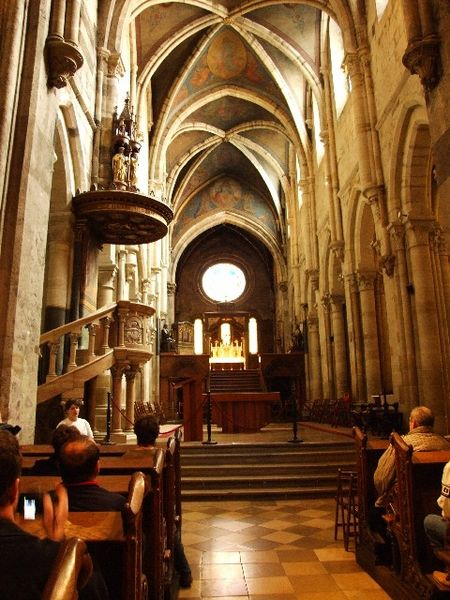
Blick zum Hochaltar in der Klosterkirche
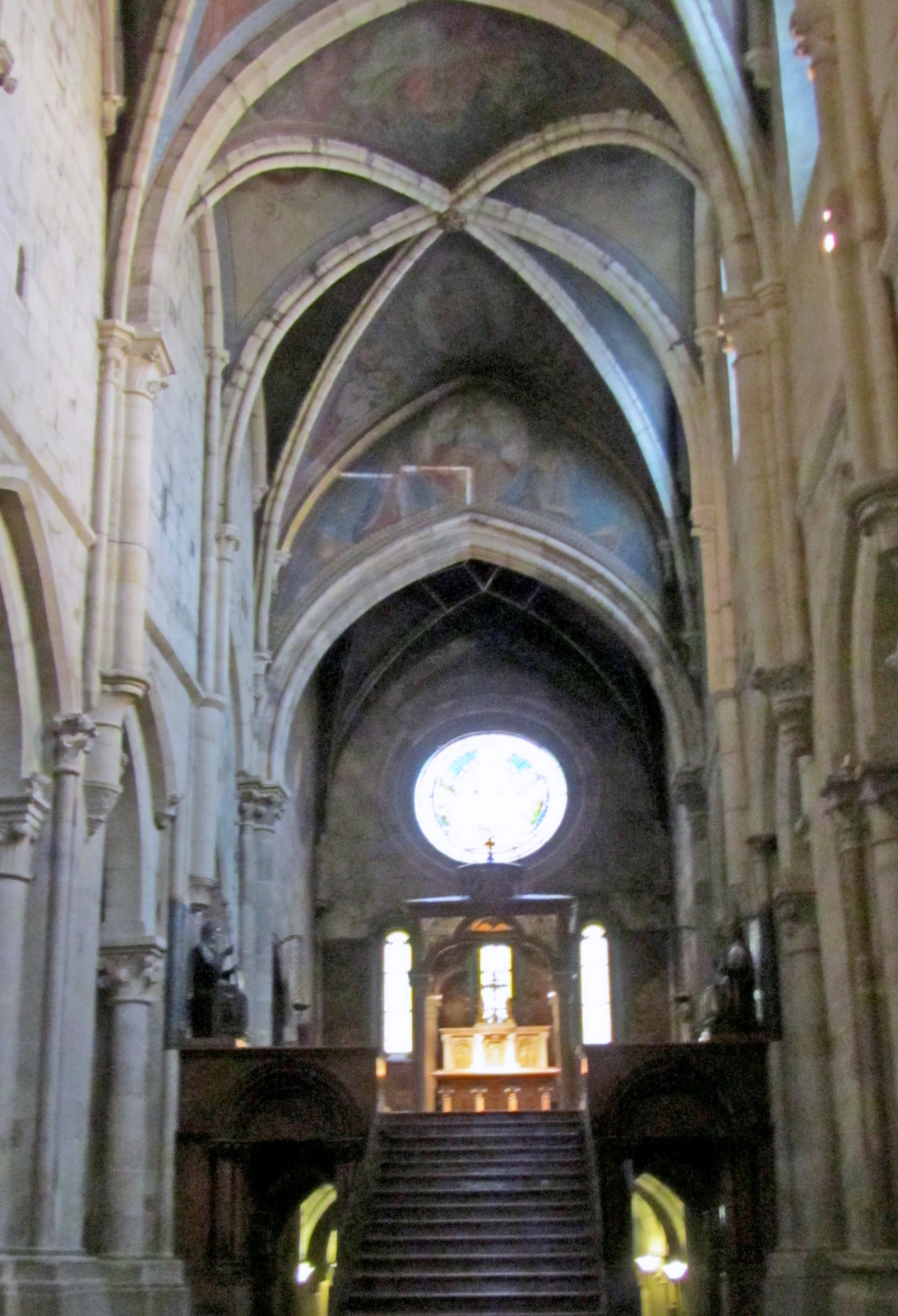
Vor dem Hochaltar
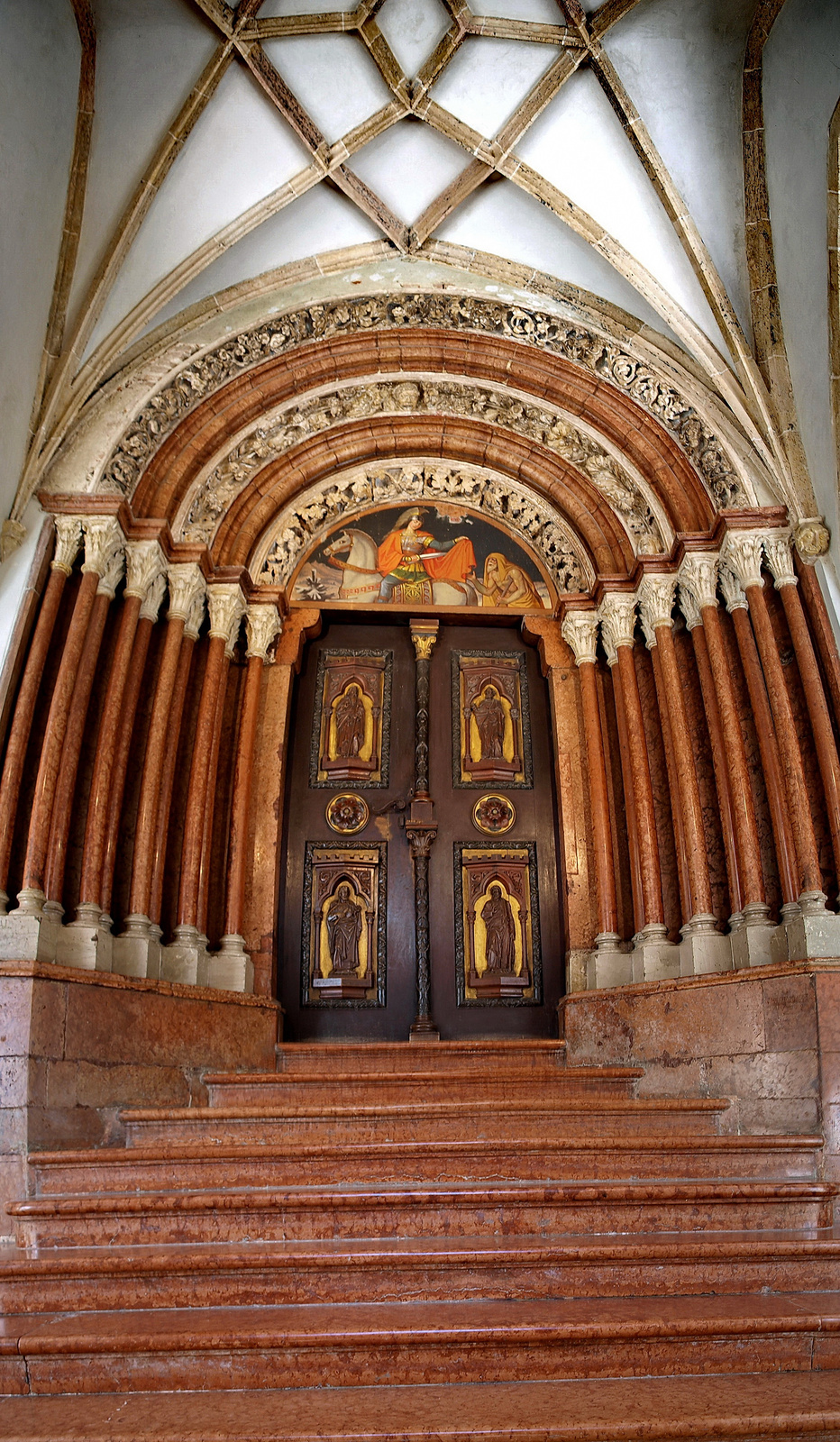
Die Porta Speciosa mit einer von Ferenc Storno im 19. Jahrhundert entworfenen, neogotischen Türe

1472 beanspruchte König Matthias Corvinus (1443–1490) die Abtei für sich und ließ 1486 den gotischen Kreuzgang in seiner heutigen Form errichten. Dazu wurde unter anderem eine neue Verstärkungsmauer entlang der Kirchenwand errichtet, die das Volto Santo verdeckte. Aufgrund der tragenden Konstruktion dieser vorgelagerten Mauer kann das Fresko bis heute nicht vollständig freigelegt werden.

### Frühneuzeit bis Gegenwart
Mit dem Vormarsch der Osmanen während der Türkenkriege gerieten die Kirchen und Klöster Ungarns in größte Bedrängnis und wurden vielfach zerstört. Priester und Ordensleute mussten fliehen. Pannonhalma wurde in dieser Zeit zur Grenzfestung umgewandelt, doch 1594 gelang es den Angreifern, den Martinsberg im Zuge ihres Kriegszugs gegen Győr einzunehmen. Bereits 1598 konnten die Osmanen von einem kaiserlichen Heer wieder vertrieben und die entvölkerte Region befreit werden.
Das verwüstete Pannonhalma wurde 1639 von zehn Mönchen neu besiedelt. Erster Nachkriegsabt war von 1639 bis 1647 Mátyás Pálffy, der aus dem niederösterreichischen Zisterzienserstift Heiligenkreuz stammte. Die mühsamen Wiederaufbauarbeiten und Neubesiedlungsmaßnahmen in den Besitztümern des Klosters wurden von dem erneuten Vormarsch der Osmanen 1683 empfindlich getroffen. Wieder verwüsteten die marodierenden Angreifer Pannonhalma, bevor sie endgültig besiegt werden konnten. Die Benediktiner, die noch 1683 zurückkehrten, fanden erneut eine Trümmerwüste vor, denn nicht nur Belagerung und Feuersbrunst, sondern auch ein Erdbeben hatte den Bauten zugesetzt. Lediglich die Kirche hatte die Ausnahmezustände gut überdauert. Doch ein Wiederaufbau der klösterlichen Infrastruktur und der Bauten scheiterte am anhaltenden Geldmangels. Um diesen zu beheben, mussten erst die schlimmsten Folgen der türkischen Invasion ausgeglichen werden: der massive Bevölkerungsverlust und die damit verbundene großflächige Verödung der Ländereien des Klosters. Daher wurden zunächst neue Siedler ins Land geholt, Dörfer wieder errichtet und die Wirtschaft angekurbelt, um anschließend mit dem Wiederaufbau beginnen zu können.

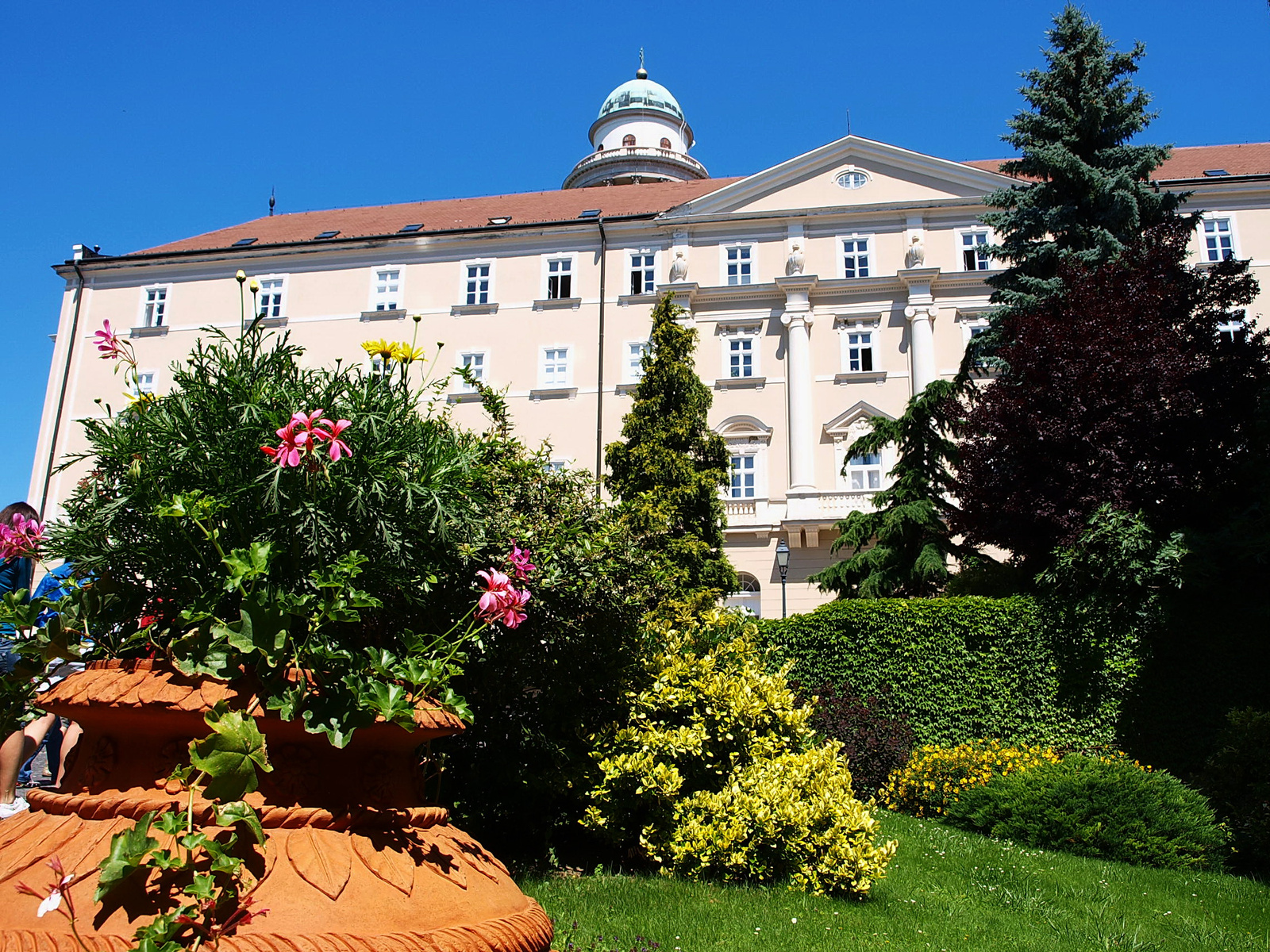
Der barocke Klosterbau

Unter dem von 1699 bis 1708 amtierenden Erzabt Egyed Karner feierte die Martinsberger Gemeinschaft ihr 700-jähriges Jubiläum. Aus diesem Anlass ließ er die Treppenanlage zur Unterkirche dem romanischen Baustil angleichen und die Porta Speciosa renovieren. Diese auf historische Formen zurückgreifenden Maßnahmen sind in der barocken Baukunst Ungarns einzigartig.
Durch den nachfolgenden Klostervorsteher, Celesztin Göncz (1709–1722), begann 1714 mit der Errichtung der Liebfrauenkapelle mit darunter liegender Krypta der barocke Ausbau, doch gerieten weitere Bauprojekte nach dem Ausbruch des gegen die Habsburger Vorherrschaft gerichteten Rákóczi-Aufstands (1703–1711) ins Stocken. Daher entstand erst unter Erzabt Benedek Sajghó (1722–1768) ein barocker Klosterneubau. Herauszuheben ist insbesondere das üppig ausgestattete Refektorium, das der Architekt Márton Atanáz Wittwer entwarf.

Göncz wurde als Erster in der Krypta der Frauenkapelle, der bis heute letzten Ruhestätte der Mönche beigesetzt.

Ursprünglich war die Kapelle die Pfarrkirche der nahe der Abtei wohnenden, nicht ungarischsprachigen Einwohner. Die schöne Barockeinrichtung wurde unter Erzabt Benedek Sajghó (1722–1768) gestaltet. Das Altarbild des Hauptaltars stellt die Himmelfahrt der Jungfrau Maria dar. 1865 wurde das Gebäude im romantischen Stil erneuert.
1786 wurde das Kloster wie sämtliche Benediktinerklöster Ungarns von Kaiser Joseph II. aufgelöst. 1802 konnte der Orden wieder tätig werden und sich seiner neuen verpflichtenden Aufgabe – vornehmlich in der Lehrtätigkeit – widmen. Bis heute existiert im Kloster eines der angesehensten Schulinternate Ungarns.
1825 wurde der Grundstein zu einer neuen klassizistischen Bibliothek gelegt, der sich schon zur Zeit der Erbauung als zu klein erwies, weshalb bereits ab 1832 ein ovaler Saal nach den Plänen von János Páckh neu hinzugesetzt wurde. Die ausschließlich von antiken Künstlern und Geistesgrößen bevölkerten Malereien in der Bibliothek spiegeln den Geist der Aufklärung im 19. Jahrhundert wider. Die rasch wachsenden Buchbestände wurden insbesondere durch Ankäufe aus aufgelösten Klöstern in Deutschland stetig erweitert. Heute besitzt das Kloster ein Dutzend Kodizes, rund dreihundert Inkunabeln und um die dreihunderttausend Bände. Nach der Fertigstellung der Bibliothek wurde mit dem Bau eines neuen, 55 Meter hohen Kirchturms begonnen.

Klassizistische Gebäude und Bauteile
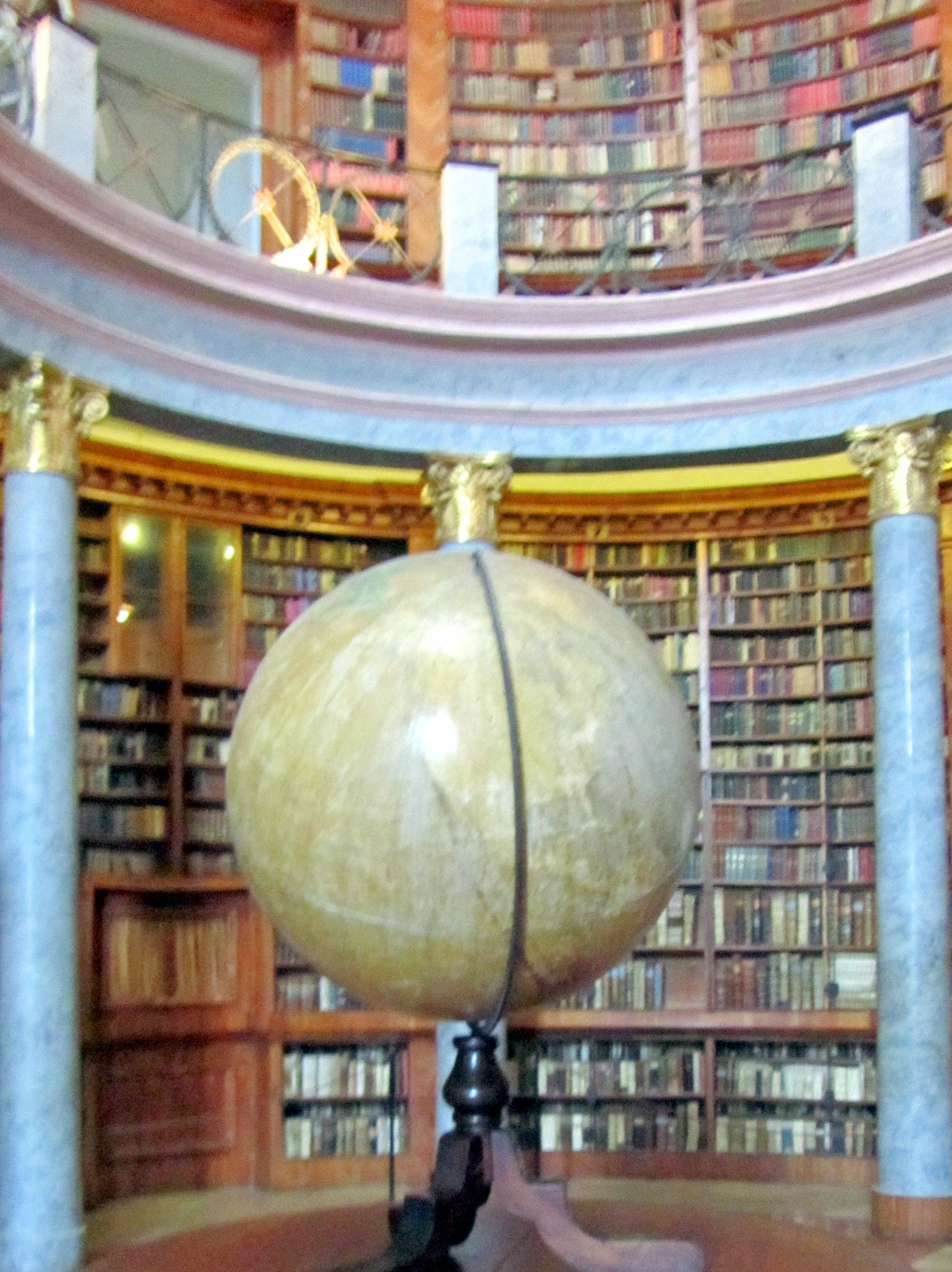
Bibliothek
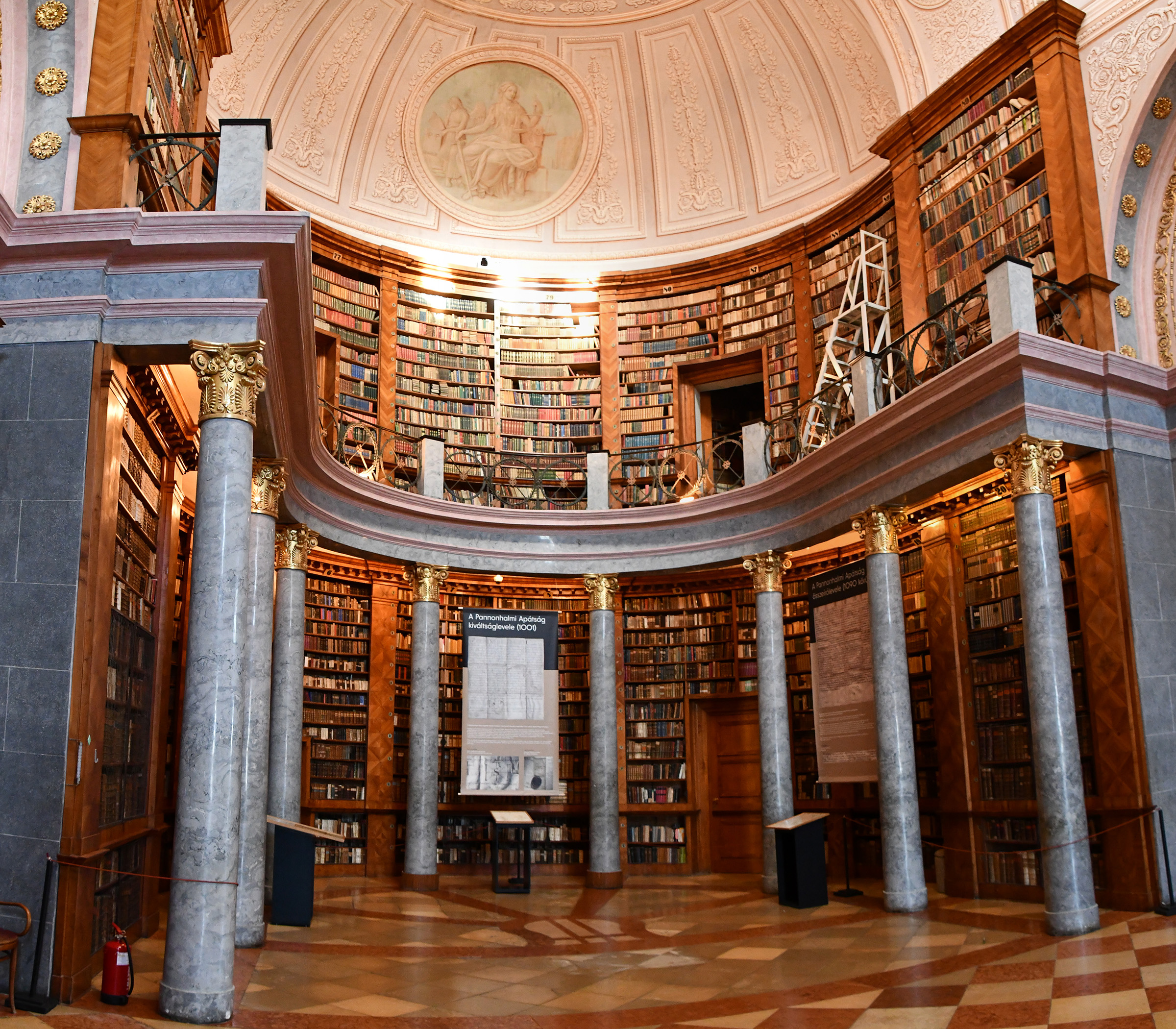
Der ovale Bibliotheksanbau
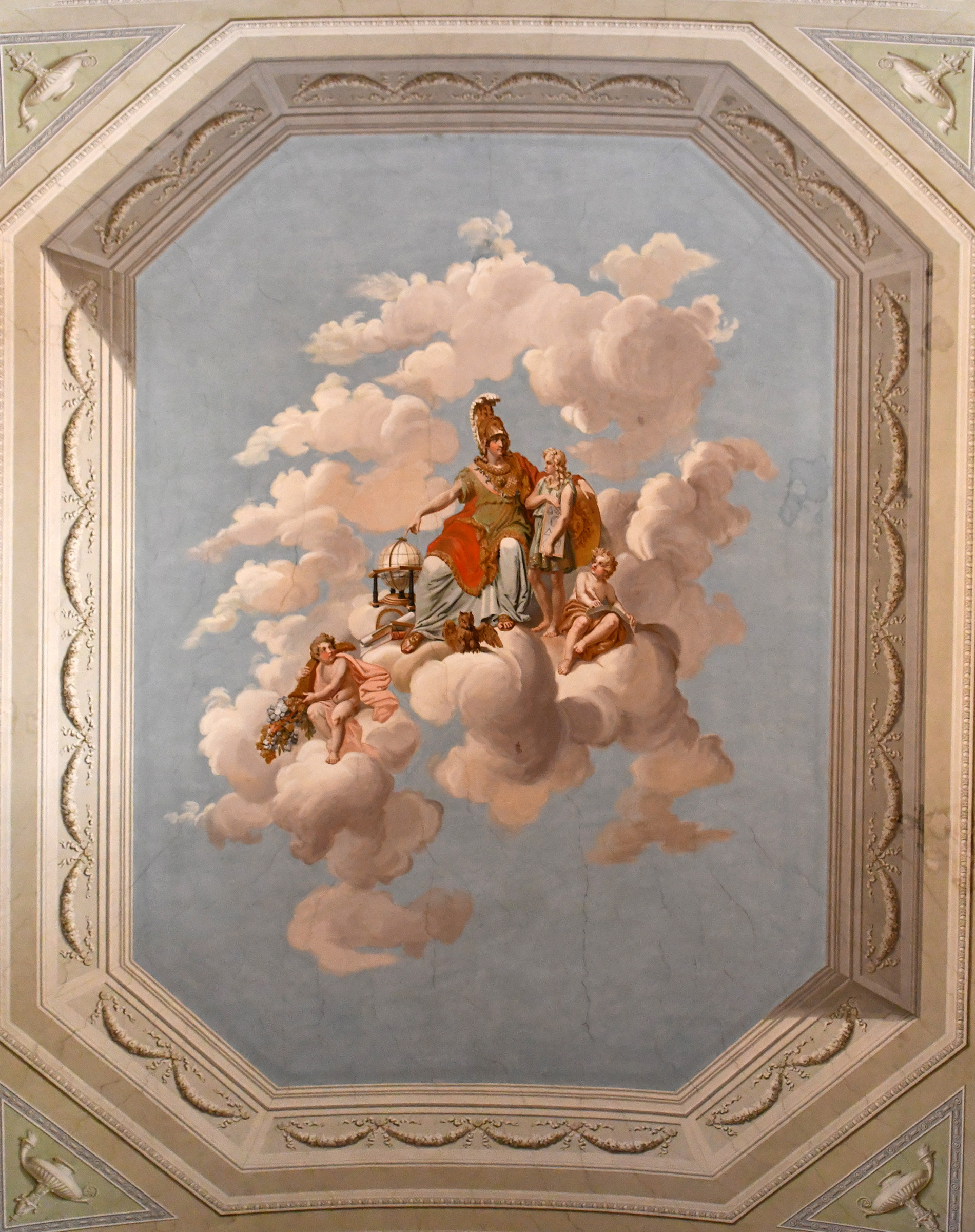
Pallas Athene auf dem großen Deckenfresko in der Bibliothek
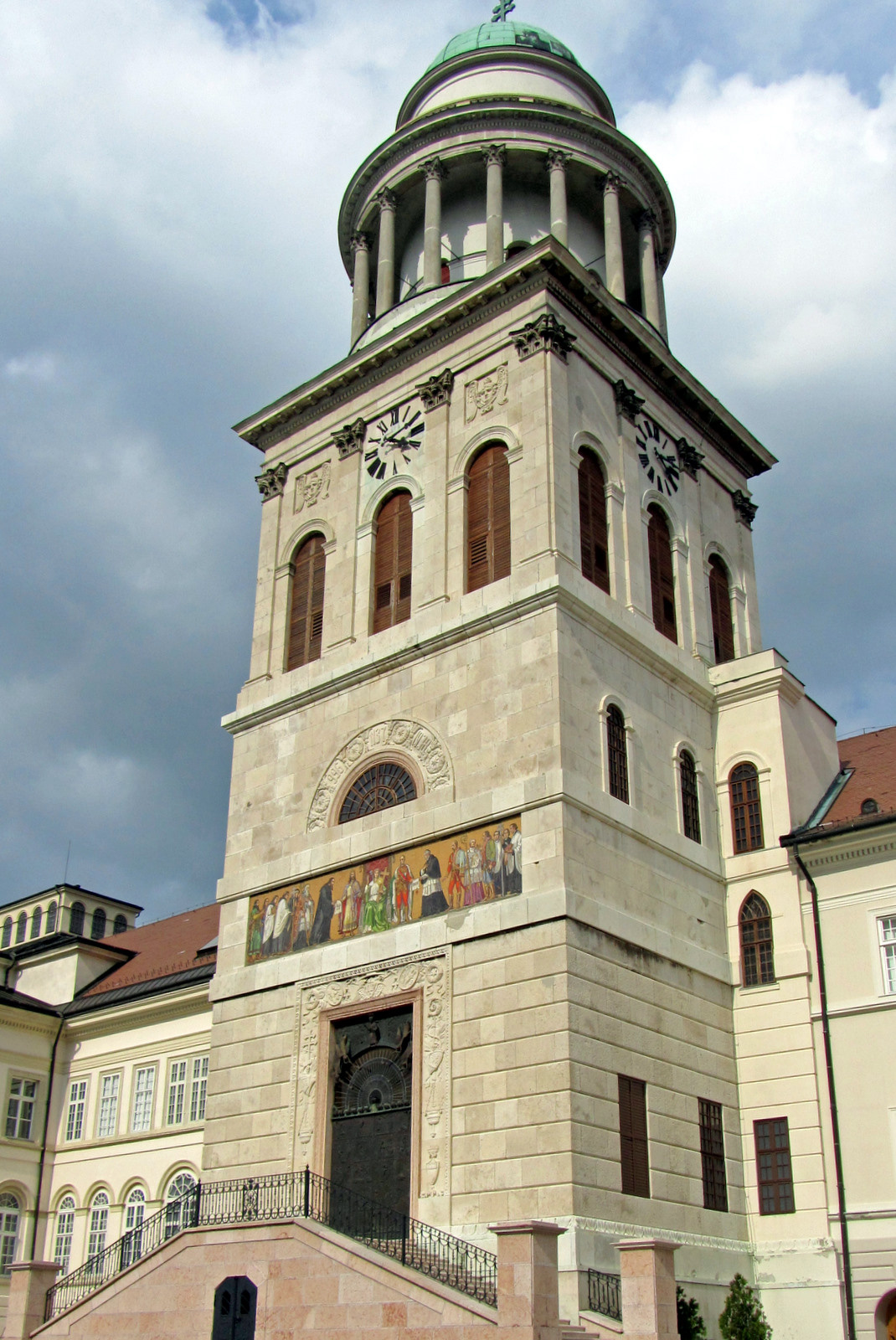
Glockenturm der Klosterkirche

Zwischen 1868 und 1886 setzte der Soproner Architekt Ferenc Storno seine Vorstellungen des ungarischen Mittelalters an der Kirche und im Kreuzgang um. Im Zuge der landesweiten Begeisterung für die eigene frühe Geschichte wurden die barocken und klassizistischen Einbauten in der Kirche gegen von ihm selbst entworfene neogotische Einrichtungsgegenstände ausgetauscht. Dazu zählten auch neue, historisierende Glasfenster, Fresken und Skulpturen. Der Architekt befreite die Kirche von den Überlagerungen der Jahrhunderte, legte im Kreuzgang die gotischen Fensterlaibungen frei und setzte dort ein von ihm gestaltetes Maßwerk ein. Viele dieser Arbeiten wurden während einer Renovierung in den frühen 1960er Jahren wieder entfernt.

Arbeiten von Ferenc Storno
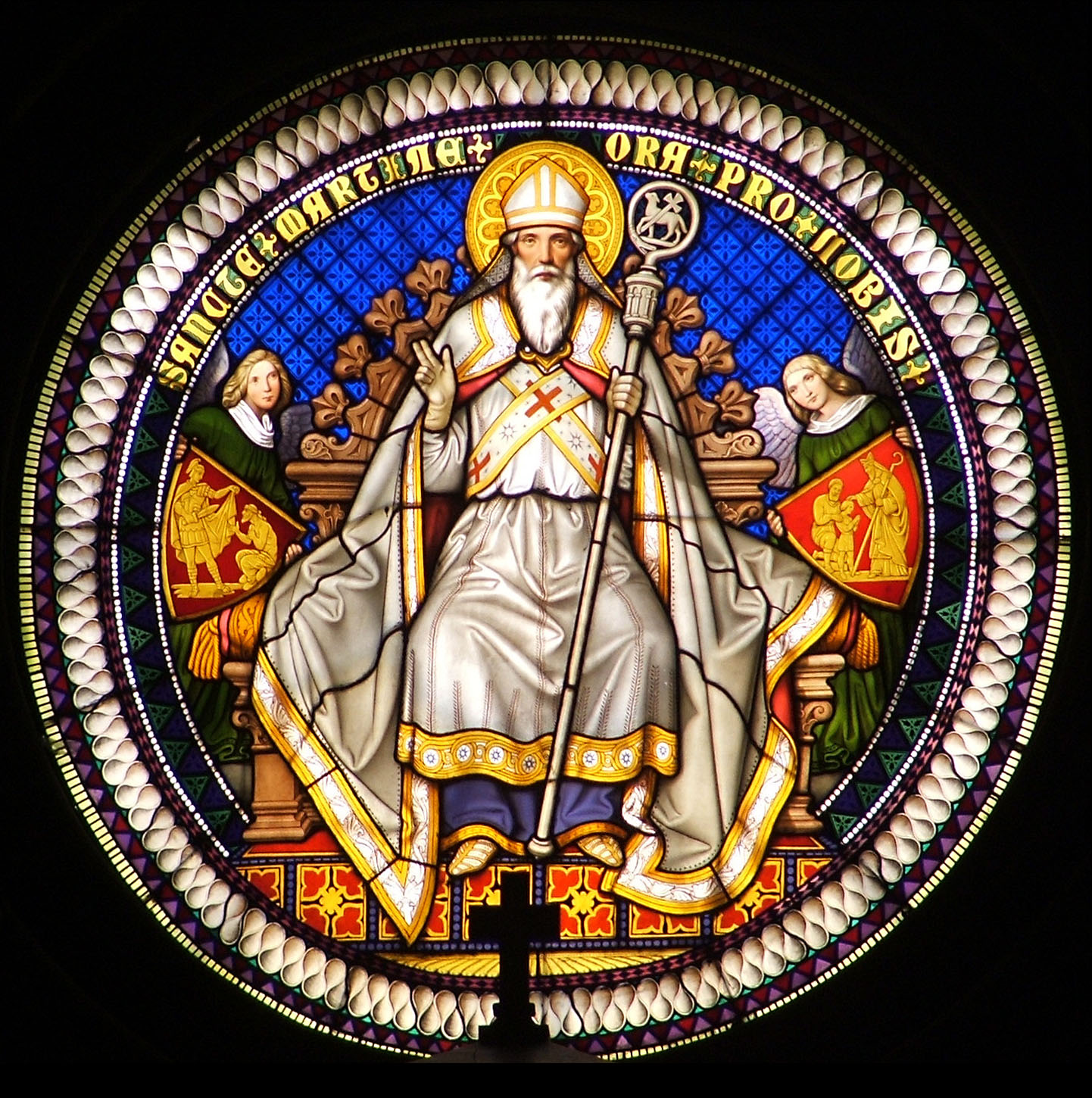
Glasfenster mit dem Heiligen Martin
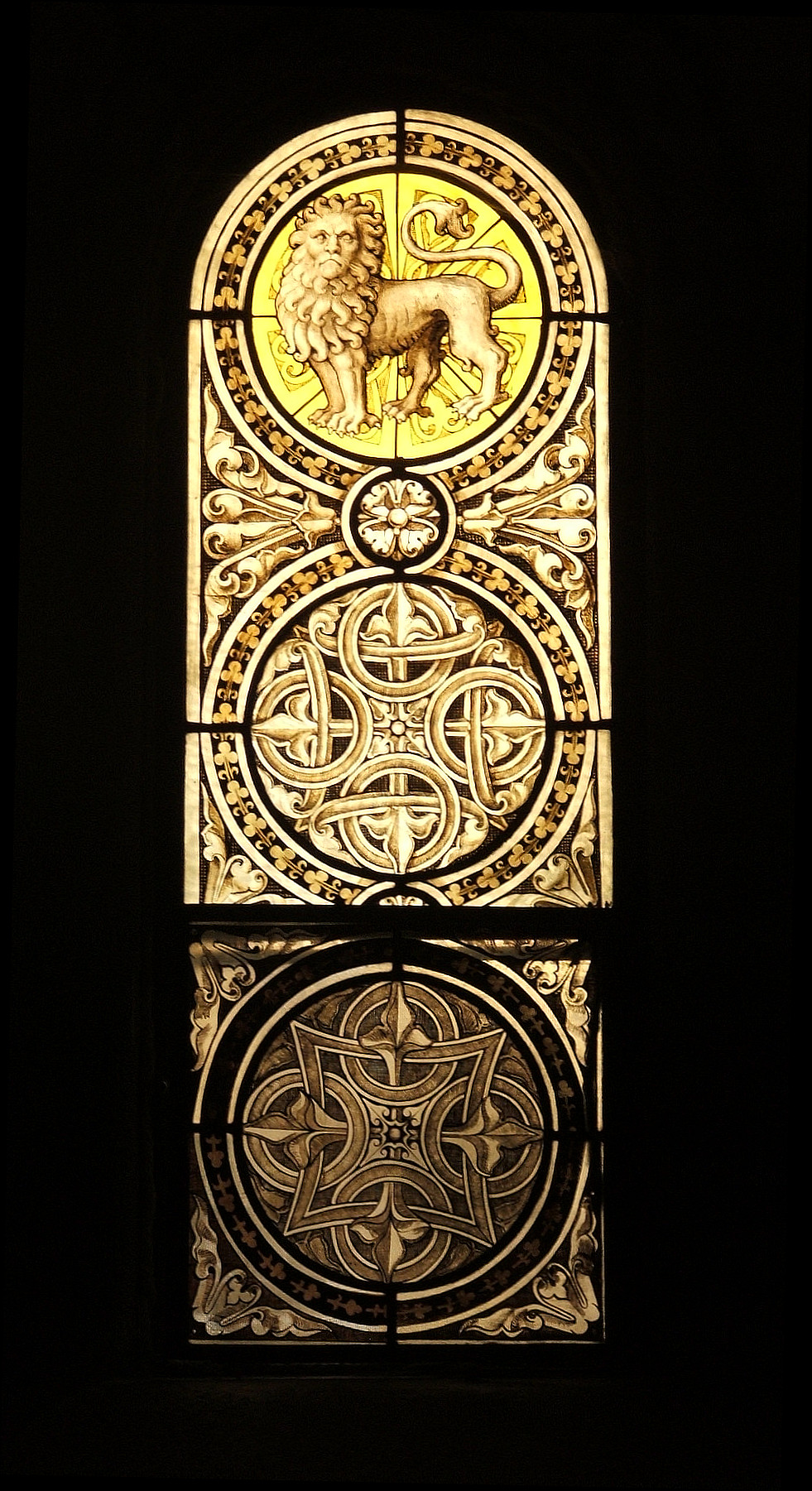
Glasfenster mit idealisiertem gotischen Schmuck
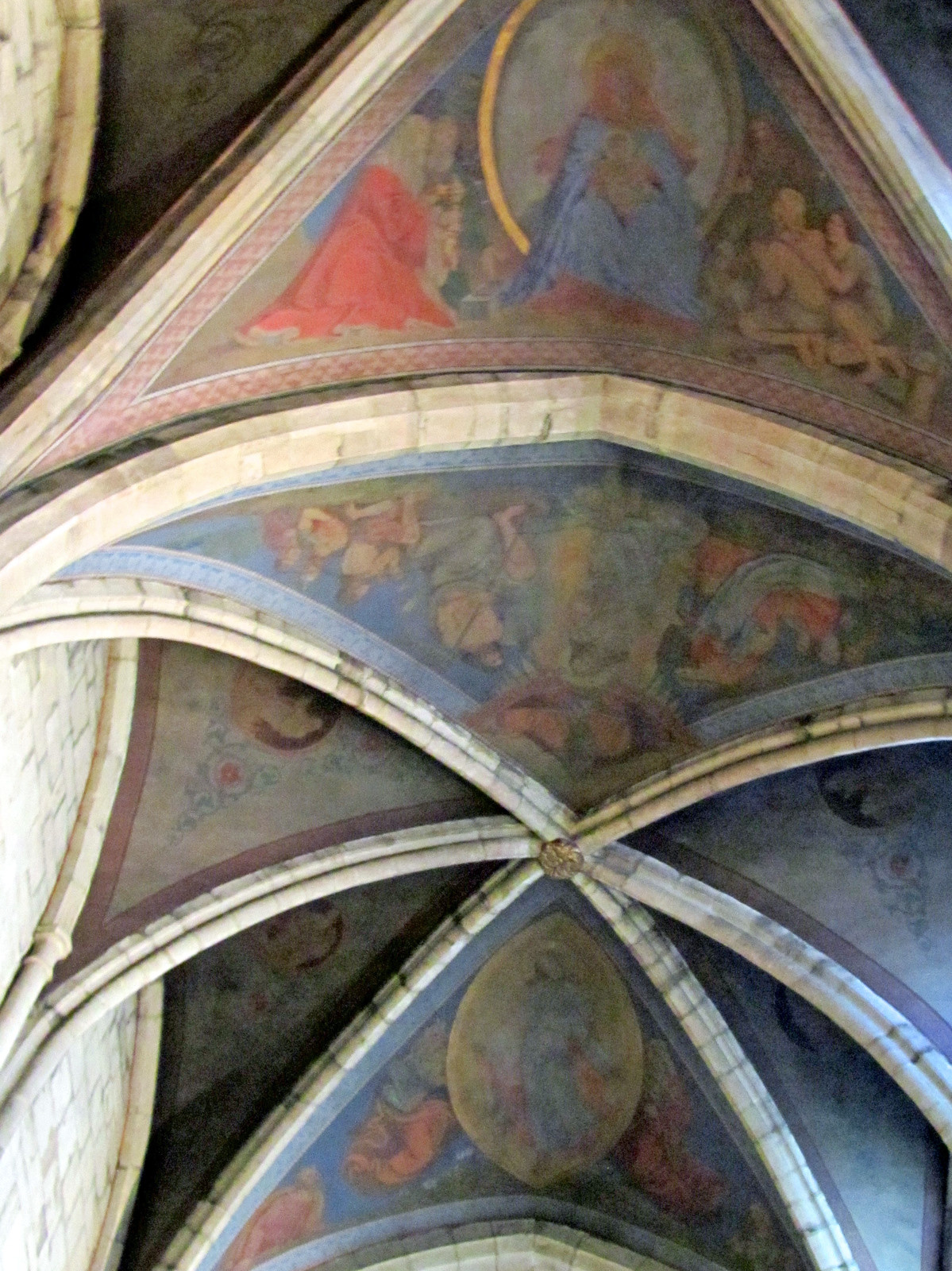
Deckenfresken in der Klosterkirche
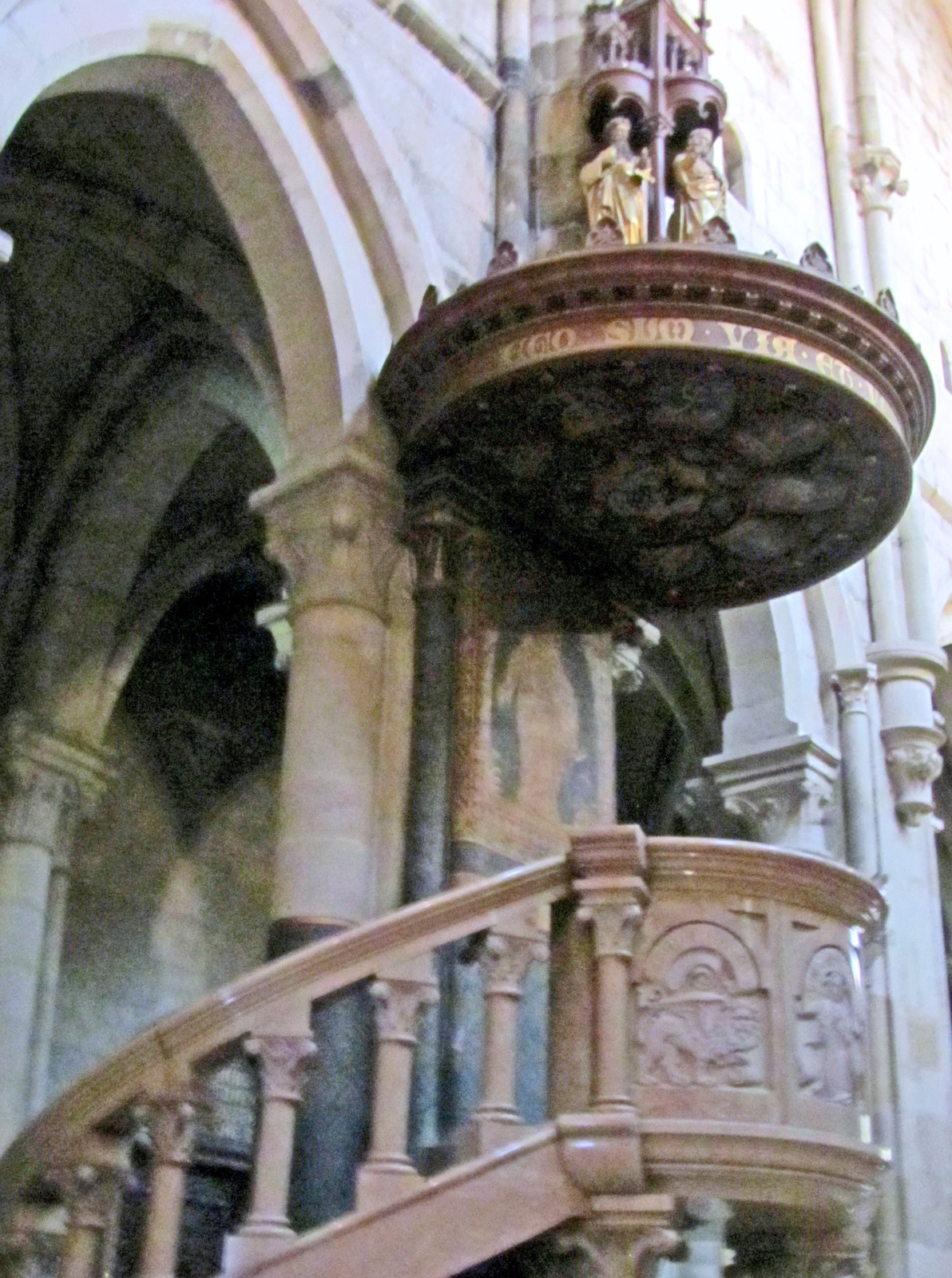
Neogotische Kanzel
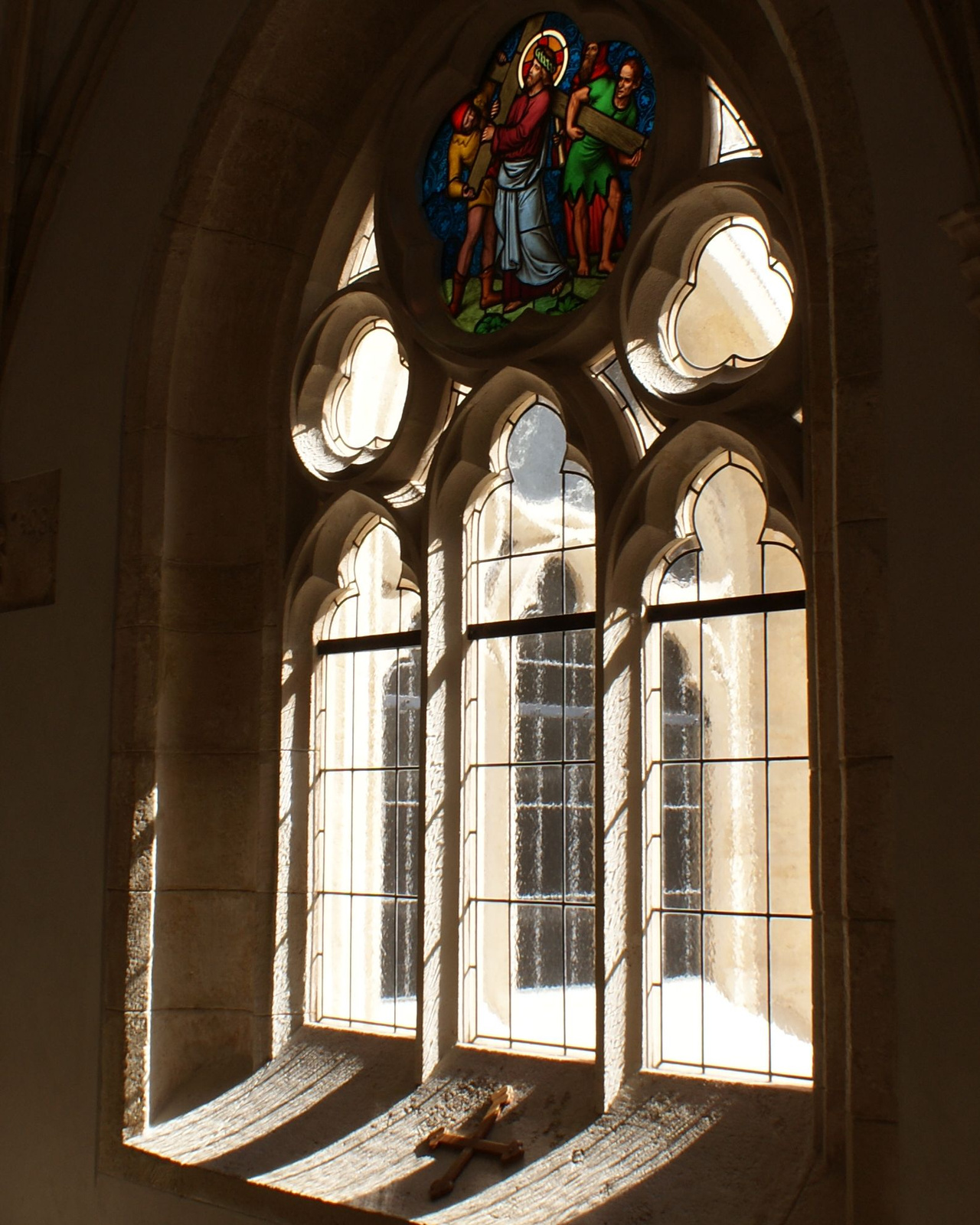
Neogotisches Maßwerk in den historischen Laibungen mit Glasfenstern im Kreuzgang

Am 23. August 1945 starb in der Abtei Kronprinzessin-Witwe Stephanie von Österreich-Ungarn und wurde in der Krypta der Stiftskirche beigesetzt. Ihr Mann, Fürst Elemér Lónyay, starb am 29. Juli 1946 in Budapest und wurde ebenfalls in Pannonhalma beigesetzt. Nach 1945 wurden alle Klöster in Ungarn verstaatlicht. Unter eingeschränkten Bedingungen, aber unter Fortsetzung der Unterrichtstätigkeit konnte der Orden diese Zeit bis zur „Wende“ überstehen und widmet sich seither wieder seinen traditionellen Aufgaben in Kirche und Gesellschaft.
Auch bedienen die Benediktiner seit 1989 wieder die 15 Pfarrämter der Umgebung und das Klosterleben von Bakonybél und Tihany
nimmt einen neuen Anfang.
Am 17. Juli 2011 wurde das Herz des verstorbenen letzten Kronprinzen Österreich-Ungarns, Otto Habsburg-Lothringen, hier beigesetzt.
Die Territorialabtei Pannonhalma ist Eigentümerin einer ca. 500 Hektar umfassenden Landwirtschaft und Eigenjagd in der nordburgenländischen Gemeinde Deutsch Jahrndorf in Österreich.

## Weitere Bauten

### Gymnasium der Benediktiner

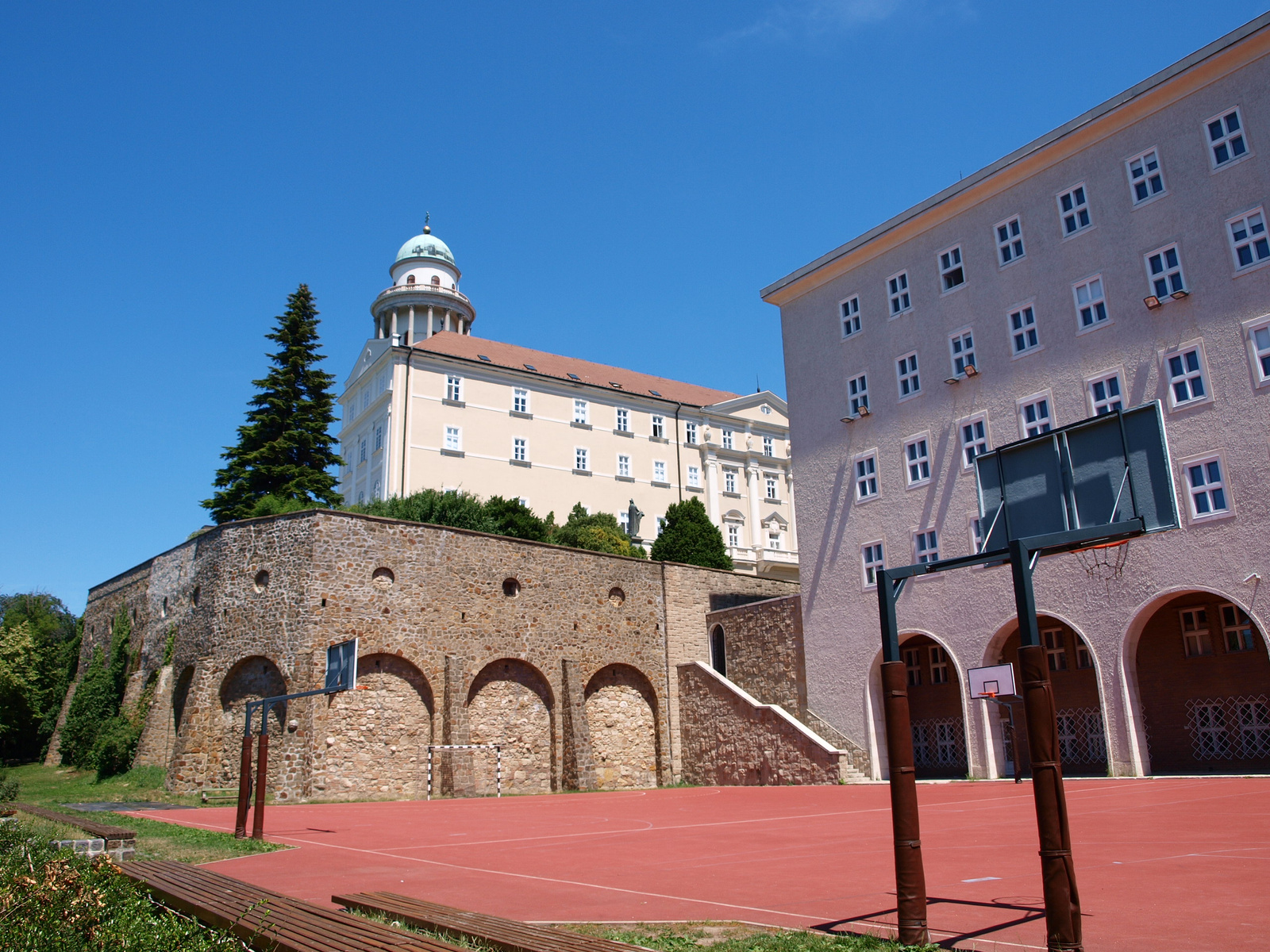
Blick aus dem zum Gymnasium gehörende Internatsbereich auf das Kloster. Rechts das 1939 errichtete Schulgebäude.

Der letzte Kaiser des Heiligen Römischen Reiches, Franz II., hatte den Benediktinerorden 1802 wiederherstellen lassen und ernannte Krizosztom Novák zum Erzabt. Laut der damals ausgestellten Restitutionsurkunde verpflichtete sich der Orden in Ungarn neun Gymnasien und eine Gemeinschule zu übernehmen. In der Folge gehörte die Ausbildung von Lehrern und Erziehern aus den eigenen Reihen zu den vorrangigen Aufgaben der Benediktiner in Pannonhalma. Von 1884 bis zur kommunistisch verordneten Verstaatlichung der Schulen 1948 war die Lehrerausbildungsanstalt am Martinsberg berechtigt, den Seminaristen die Examensprüfung abzunehmen und die Ernennungsurkunde auszustellen.
1938 beschloss die ungarische Regierung unter dem Ministerpräsidenten Pál Teleki ein italienisch orientiertes Gymnasium mit Internat in Pannonhalma einzurichten, das 1939 eröffnet wurde. Zeitgleich begannen die Bauarbeiten zu dem letzten bisher errichteten großen Baukörper am Kloster, der als Schul- und Internatsgebäude genutzt werden sollte. Zu dem Bau gehörte ein neuer Toreingang und die sogenannte Hóman-Bastei. Die Entwürfe zu den Bauten legten Lajos Hidasi und Tibor Kiss vor. Dabei orientierten sie sich an der damaligen italienischen Moderne.
1948 musste die Lehrtätigkeit in Pannonhalma aufgrund der geänderten politischen Lage eingestellt werden. In der Folge hob das kommunistische Regime die ungarischen Ordensgemeinschaften zwischen Juni und Juli 1950 auf und internierte deren Mitglieder. Ein im August 1950 geschlossenes Abkommen verschonte zumindest die Auflösung der Benediktiner am Martinsberg. Nun durften auch wieder acht katholische Gymnasien betrieben werden, u. a. in Pannonhalma und in Győr. Zahlreiche Mönche des Klosters wurden jedoch in den Schauprozessen des Regimes vorgeführt und kamen in Gefängnisse, rund 30 Brüder flohen ins Ausland. Erst in den folgenden Jahrzehnten arrangierten sich die Machthaber mit der Klostergemeinschaft.
Nach der Wende 1989 wurde der Parallelunterricht im sechs- und vierjährigen Modell – je nach Begabung und Leistungsfähigkeit der inzwischen teilweise auch aus dem Ausland kommenden Schüler – eingeführt. 1995 erfolgte eine Grundsanierung des Schul- und Internatstraktes.
Heute besuchen über 300 Schüler das Benediktinergymnasium und die Fachmittelschule für Kirchenmusik, die Mehrheit wohnt im Internat.

### Millenniumsdenkmal
1896 wurden zu Ehren des 1000-jährigen Jubiläums der Landnahme im damaligen Ungarn zum Gedenken an die sieben ungarischen Stämme sieben Millenniumsdenkmäler errichtet, eines davon in Pannonhalma. Das Gebäude wurde 1897 eingeweiht und 1937/38 in die heutige Form umgebaut.

### Arboretum und Kräutergarten
Die Geschichte des Arboretums geht zurück bis zur Gründungszeit der Erzabtei. Zahlreiche Rezepte der in Pannonhalma im 17. und 18. Jahrhundert tätigen Apotheke und Ärzte der Benediktiner sind erhalten geblieben.
1830 gab es 80 Baum- und Straucharten im Arboretum, 1840 wurde daraus von Fábián Szeder ein Englischer Garten gestaltet. Durch Kräuter wurde die Anzahl der Arten auf über 1.200 erhöht, ein Teil davon kommt nur noch an wenigen Stellen im Land vor.

### Weinkellerei
In den 2000er Jahren übernahm die Erzabtei nach erzwungener Unterbrechung wieder die Tradition der Reb- und Weinkultur, die gleich alt wie das Kloster ist. Zur Verarbeitung der Weintrauben wurde am südöstlichen Fuß des St.-Martins-Berges ein neuer Komplex erbaut. Dieser besteht aus dem Presshaus, und dem Keller auf 2200 m² Grundfläche. Aus dem Ertrag des 52 ha großen Weingartens werden jährlich etwa 300.000 Flaschen Wein mit moderner, schonender Winzertechnologie hergestellt.

### Abteirestaurant und Weinbar „Viator“
Im Mai 2010 wurde auf dem Kosaras-Hügel ein neues Besucherzentrum eröffnet. Das Gebäude am Fuße der Erzabtei beinhaltet das Restaurant mit Weinbar „Viator“, einen Konferenzsaal und eine Tiefgarage und ist traditionell und modern zugleich gestaltet. Es hat 2011 einen „Nivaeupreis der Architektur“ erhalten.

## Liste der Äbte und Erzäbte
- Rasia (um 1015)
- Maurus von Pannonhalma (1034–1036)
- David (um 1131)
- Raphael (um 1153)
- Uros (1207–1243)
- Favus (1252–1265)
- Siegfried (1355–1365)
- László Czudar (um 1372)
- Władysław von Kujawien (1377–1379)
- István (1380–1398)
- Miklós Dobói (1422–1438)
- Johann Vitez (1467–1472)
- Máté Tolnai (1500–1534)
- Matthias Pálffy (1638–1647)
- Placid Magger (1647–1667)
- Placid Lendvay (1689–1699)
- Egyed Karner (1699–1708)
- Benedek Sajghó (1722–1768)
- Samuel Vajda (1768–1795)
- Dániel Somogyi (1795–1801)
- Krizosztom Novák (1802–1828)
- Mór Czinár (1829–1841)
- Mihály Rimely (1842–1865)
- Krizosztom Kruesz (1865–1885)
- Kolos Vaszary (1885–1891)
- Lipót Fehér (1892–1910)
- Tibor Hajdu (1910–1918)
- Remig Bárdos (1920–1932)
- Krizosztom Kelemen (1933–1950)
- Pál Sárközy (1951–1957)
- Norbert Legányi (1957–1969)
- András Szennay (1973–1991)
- Imre Asztrik Várszegi (1991–2018)
- Cirill Tamás Hortobágyi (seit 2018)

## Weltkulturerbe
1996 wurde die Erzabtei und ihre Umgebung zum UNESCO-Weltkulturerbe erklärt.